# علي حسن (ممثل قطري)
علي حسن (13 ديسمبر 1952- ) ممثل قطري.

## حياته
عمل ممثلًا في السينما والتليفزيون والمسرح، ويُعد من المؤسسين لفن التمثيل في قطر حيث كان من أول المشاركين في أوائل الأعمال المسرحية والتليفزيونية، منها مسلسل الطيور المهاجرة وفيلم الشارع الحزين والذي يُعد أول فيلم سينمائي قطري.
من أبرز مشاركاته دوره في مسلسل حكم البشر، ومسرحية صقر قريش وفي العصر الحديث دوره في فيلم عقارب الساعة والذي عرض في عام 2010.

## أعماله

### المسلسلات التلفزيونية
| - الطيور المهاجرة - الهجرة إلى المستقبل - الغدير - مع محمود سعيد ومنى واصف - طيبة وبدر - مع سعاد عبد الله - الرحيل - مع سعاد عبد الله - أحلى الأيام - مع إبراهيم الصلال وحياة الفهد وغانم السليطي - يوميات عائلة - مع سيار الكواري - المرايا | - الرحيل المر - سيف دحيلان - زهرة الجبل - نور الدين زنكي - اوراق شاب متزوج - أواخر ألايام - صرخة ندم - التائهة | - خريف العمر - سهرة مع إبراهيم الصلال - البيت الكبير - ايام العمر - حلم شهريار - بيت المغتني - عيال الذيب - مع خالد النفيسي وحياة الفهد وسعاد عبد الله - حكم البشر - مع سعاد عبد الله وعبد العزيز جاسم |

### المسرحيات
| - صقر قريش - حلاة الثوب رقعته منه وفيه - عانس - سبع السبمبع - مرة وبس - أم الزين - مع سعاد عبد الله وغانم المهندي | - هوبيل يالمال - باقي الوصية - إلى اين - الخروج من بوابة الوهم - عشاق حبيبة - مع كنعان حمد وباسمة حمادة - رحلة جحا إلى جزيرة النزهاء - مع غانم السليطي وفالح فايز | - جوهر القضية - خال الكلفس - مقامات بن بحر - السيف ولا الضيف - موال الفرح والحزن - مظلوم ظلم مظلوم | - المحارة ملكة الأزمنة القديمة - مع ناصر عبد الرضا وزهرة عرفات - السياب يعيش مرتين - الفيلة - الدكتاتور - ورقة حب لن تنسى في دور أحمد بن ماجد |

### الأفلام السينمائية
- الشراع الحزين (1976) حصل على الجائزة الفضية عام 1978 في مهرجان شاليمار
- عقارب الساعة (أول فيلم روائي قطري طويل 2010)